# Neuengörs
Neuengörs ist eine Gemeinde im Kreis Segeberg in Schleswig-Holstein. Altengörs und Stubben liegen im Gemeindegebiet, das in seiner heutigen Form seit 1972 besteht.

## Geografie und Verkehr
Neuengörs liegt etwa 8 km südöstlich von Bad Segeberg in ländlicher Umgebung. Westlich verläuft die Bundesautobahn 21 von Bad Segeberg nach Bad Oldesloe, nördlich der A 20 von Bad Segeberg nach Lübeck. Altengörs hat einen Haltepunkt an der Bahnstrecke Neumünster–Bad Oldesloe.

## Geschichte
Altengörs wurde 1249 erstmals urkundlich erwähnt, Neuengörs wurde vermutlich im Zusammenhang mit der Siegesburg in Bad Segeberg um 1150 gegründet. Stubben wurde 1348 erstmals urkundlich erwähnt.

## Eingemeindungen
Am 1. Januar 1972 wurden die Gemeinden Altengörs und Stubben eingegliedert.

## Politik

### Gemeindevertretung
Bei der Kommunalwahl am 14. Mai 2023 wurden insgesamt elf Sitze vergeben. Von diesen erhielt die Allgemeine Bürgerliche Kommunale Wähler-Gemeinschaft Neuengörs sieben Sitze und die Aktive Kommunale Wählergemeinschaft vier Sitze.

### Wappen
Blasonierung: „In Blau eine eingebogene silberne Spitze, diese belegt mit einem roten Mühlstein, begleitet vorn von einem silbernen Eichenblatt, hinten von einem bewurzelten silbernen Baumstumpf.“
Das Wappen wurde 1997 zusammen mit der Flagge, deren Gestaltung an das Wappen angelehnt ist, genehmigt.

## Vereine
In Neuengörs sind eine Vielzahl von Vereinen ansässig. Diese sind unter anderem:
- Freiwillige Feuerwehr Neuengörs/Altengörs/Stubben[6]
- Kindergartenverein Rasselbande e. V.
- LandFrauenVerein Neuengörs
- RuFV Neuengörs u. U. e. V.
- Shanty Chor Neuengörs
- Sportfischerverein Neuengörs e. V.